# Krew dla Draculi
Krew dla Draculi (tytuł oryg. Dracula cerca sangue di vergine... e morì di sete!!! - dosłownie: Drakula szuka krwi dziewicy... i umierał z pragnienia) – włosko-francuski film z 1974 roku.

## Fabuła
Hrabia Drakula poszukując nowych ofiar, z których mógłby wypić krew, udaje się do Włoch. Tam poznaje rodzinę di Fiore, w której żyją cztery dziewczyny czekające na zamążpójście. Rodzice dziewcząt, nie zdając sobie sprawy z niebezpieczeństwa, usiłują skłonić czarującego arystokratę, za jakiego uważają hrabiego, by zechciał ożenić się z jedną z ich córek.

## Obsada
- Udo Kier – Hrabia Dracula
- Vittorio De Sica – Markiz di Fiore
- Gil Cagne – Townsman
- Joe Dallesandro – Mario
- Arno Juerging – Anton
- Maxime McKendry – Markiza di Fiore
- Milena Vukotic – Esmeralda
- Dominique Darel – Saphiria
- Stefania Casini – Rubinia
- Silvia Dionisio – Perla
- Roman Polański – człowiek w tawernie